# David Wiens
David Wiens (ur. 7 września 1964) – amerykański kolarz górski.

## Kariera
Największy sukces w karierze David Wiens osiągnął w 1991 roku, kiedy zajął trzecie miejsce w klasyfikacji generalnej cross-country Pucharu Świata w kolarstwie górskim. W klasyfikacji tej lepsi okazali się tylko jego rodak John Tomac oraz Austriak Gerhard Zadrobilek. Był to jedyne takie osiągnięcie Wiensa na międzynarodowej imprezie tej rangi. Ponadto sześć razy z rzędu wygrywał amerykański maraton Leadville Trail 100 MTB, pokonując między innymi Floyda Landisa i Lance'a Armstronga. David Wiens nigdy nie brał udziału w igrzyskach olimpijskich. 